# Марн (Ајова)
Марн (енгл. Marne) град је у америчкој савезној држави Ајова. По попису становништва из 2010. у њему је живело 120 становника.

## Демографија
Према попису становништва из 2010. у граду је живело 120 становника, што је -29 (-19.5%) становника више него 2000. године.
| Група             | 2000.       | 2010.       |
| Белци             | 145 (97,3%) | 119 (99,2%) |
| Афроамериканци    | 0 (0,0%)    | 0 (0,0%)    |
| Азијати           | 0 (0,0%)    | 0 (0,0%)    |
| Хиспаноамериканци | 0 (0,0%)    | 0 (0,0%)    |
| Укупно            | 149         | 120         |